# Michael Ennis

a Compétitions nationales et continentales officielles uniquement.

b Matchs officiels uniquement.
Michael Ennis, né le 16 mars 1984 à Coffs Harbour (Australie), est un joueur australien de rugby à XIII au poste de talonneur, de troisième ligne, de mi d'ouverture ou de demi de mêlée dans les années 2000 et 2010. Passé par cinq clubs au cours de sa carrière, il remporte la National Rugby League en 2006 et en 2016.
Parallèlement, il a également pris part au State of Origin, au City vs Country Origin et au Match des All Stars de la NRL.

## Palmarès
- Collectif :
  - Vainqueur de la National Rugby League : 2006[note 1] (Brisbane) et 2016 (Cronulla-Sutherland).
  - Vainqueur du City vs Country Origin : 2010 et 2013.
  - Vainqueur du All Stars Match : 2011 et 2016.
  - Finaliste de la National Rugby League : 2012 et 2014[note 1] (Canterbury-Bankstown).

- Individuel :
  - Élu  meilleur talonneur de la National Rugby League : 2009 (Brisbane) et 2015 (Cronulla-Sutherland).

## Détails

### En club
| Saison | Club                          | Compétition           | Matchs | Points | Essais | Buts | Drop |
| ------ | ----------------------------- | --------------------- | ------ | ------ | ------ | ---- | ---- |
| 2003   | Newcastle Knights             | National Rugby League | 1      | 0      | 0      | 0    | 0    |
| 2004   | Newcastle Knights             | National Rugby League | 19     | 8      | 2      | 0    | 0    |
| 2005   | St. George Illawarra Dragons  | National Rugby League | 24     | 108    | 5      | 44   | 0    |
| 2006   | Brisbane Broncos              | National Rugby League | 5      | 12     | 0      | 3    | 0    |
| 2007   | Brisbane Broncos              | National Rugby League | 15     | 18     | 1      | 7    | 0    |
| 2008   | Brisbane Broncos              | National Rugby League | 22     | 128    | 7      | 50   | 0    |
| 2009   | Brisbane Broncos              | National Rugby League | 25     | 10     | 2      | 1    | 0    |
| 2010   | Canterbury-Bankstown Bulldogs | National Rugby League | 21     | 16     | 4      | 0    | 0    |
| 2011   | Canterbury-Bankstown Bulldogs | National Rugby League | 12     | 8      | 2      | 0    | 0    |
| 2012   | Canterbury-Bankstown Bulldogs | National Rugby League | 26     | 0      | 0      | 0    | 0    |
| 2013   | Canterbury-Bankstown Bulldogs | National Rugby League | 25     | 16     | 4      | 0    | 0    |
| 2014   | Canterbury-Bankstown Bulldogs | National Rugby League | 27     | 19     | 4      | 1    | 1    |
| 2015   | Cronulla-Sutherland Sharks    | National Rugby League | 25     | 12     | 3      | 0    | 0    |
| 2016   | Cronulla-Sutherland Sharks    | National Rugby League | 26     | 10     | 2      | 1    | 0    |
| Total  | Total                         | Total                 | 273    | 365    | 36     | 110  | 1    |